# Gerrit van den Born
Gerrit van den Born (Zwartebroek, 5 januari 1910 - Voorthuizen, 8 maart 1954) was een Nederlandse verzetsstrijder in de Tweede Wereldoorlog. Hij was districtsleider voor de Noord-Veluwe bij de Landelijke Organisatie voor Hulp aan Onderduikers.

## Levensloop
Van den Born was voor de oorlog actief bij de Vrijwillige Landstorm. Uit deze periode leerde hij Frans Tromp kennen. Hij werkte bij een meelhandel. Na de Duitse inval in mei 1940 zocht Tromp contact. De mannen verzamelden achtergebleven wapens van het Nederlandse leger. Zo haalde zij een lading op bij de politieman Jan Knecht uit Bussum. Kort daarop moest Knecht onderduiken bij Van den Born. Rond Tromp ontstond een kleine verzetsgroep die opereerde onder de naam Comité Eenheid Eén voor allen, allen voor één. 
De groep had nauwe contacten met de Puttense verzetsman Pieter Vijge. De groep-Vijge probeerde graanleveranties naar Duitsland te verstoren door strovoorraden en dorsmachines in brand te steken. Verder verzamelde ze geld voor de ondersteuning van vluchtelingen. Halverwege 1941 dook de Arnhemse verzetsman Johnny de Droog onder in Putten en werkte samen met Vijge. In maart 1942 viel De Droog in handen van de Sicherheitsdienst en liep over naar het andere kamp. Hij verraadde de meeste leden van de groep. Vijge, Tromp en een aantal andere verzetsleden vielen in handen van de Duitse handen. Vijge, Tromp en Rijk Hooijer uit Voorthuizen werden ter dood veroordeeld en geëxecuteerd. Na de hun dood nam Van den Born de leiding van de groep over.
Van den Born had via de illegale ARP veel contacten en organiseerde het verzetswerk op de Noord-Veluwe. Hij legde zich onder andere toe op het verzorgen van valse persoonsbewijzen voor onderduikers. Deze verkreeg hij via contacten in Putten en Amsterdam. De groep van Van den Born droeg uiteindelijk de verantwoordelijk voor de verzorging van zo'n veertig Joodse onderduikers. Vanaf 1943 werden er ook distributiekantoren overvallen, hoewel Van den Born zelf daar nooit aan deelnam. Bij de eerste overval in Kampen werden 1800 bonkaarten buit gemaakt.
Halverwege de zomer van 1943 kwam Van den Born bij de Duitsers in beeld. In Nunspeet werd de "foute" politieman Schalk den Oudsten samen met zijn vrouw doodgeschoten, maar de daders werden aangehouden. Tijdens de verhoren werd de naam van Van den Born genoemd. De Duitsers kwamen hem op 24 augustus 1943 thuis ophalen. Op die dag was hij in Opel Olympia op weg naar zijn ouderlijk huis. Zonder het in eerste instantie door te hebben reed hij achter de auto van de mannen die hem kwamen ophalen. Door een misverstand passeerden zij zijn huis. Toen Van den Born doorkreeg dat de mannen naar hem op zoek waren reed hij snel weg met zijn auto, terwijl zijn broer de Duitsers ontving.
In eerste instantie door Van den Born onder aan de Stationsweg in Barneveld.Daar kreeg hij later gezelschap van Gert van Schuppen en Joop Tromp, de zoon van Frans. Later voegde Detmer Dekker zich nog bij het trio. Vanuit Barneveld en later Amersfoort gaven zij leiding aan LO-district Noord-Veluwe. Onder hun werkgebied vielen de gemeenten Nijkerk, Harderwijk, Ermelo, Putten en Barneveld, met de uitzondering van de dorpen Stroe, Garderen en Kootwijkerbroek.
Van den Born zette in Amersfoort een telefooncentrale op, waarmee zelfs de Sicherheitsdienst kon worden afgeluisterd. De centrale werd ondergebracht in het pand van de banketbakkerij van Jan Vonk aan de Langestraat 87. Soms konden berichten worden onderschept over op handen zijnde arrestaties. Van den Born werd actief bij de Centrale Inlichtingendienst, waarmee gegevens over Duitse troepensterktes werden verzameld en doorgegeven aan de geallieerden. Daarnaast was hij districtsleider voor het Nationaal Steunfonds, die stakende spoorwerkers voorzag van geld en voedselbonnen. Voor zijn hulp aan Amerikaanse piloten ontving Van den Born na de oorlog van de Amerikaanse regering de Medal of Freedom.
Van den Born overleed in maart 1954 als gevolg van kanker.